# 순정 (2016년 영화)
《순정》은 2016년 2월 24일에 개봉한 영화이다. 원작은 소설가 한창훈의 단편 〈저 먼 과거 속의 소녀〉이다. 한창훈이 직접 쓴 시나리오를 이은희 감독이 영화에 맞게 각색해서 영화의 대본이 완성됐다.

## 출연진

### 주연
- 도경수 : 범실 역
- 김소현 : 수옥 역

### 조연
- 이다윗 : 개덕 역
- 주다영 : 길자 역
- 연준석 : 산돌 역
- 박용우 : 형준 / 성인 범실 역
- 김지호 : 성인 길자 역
- 박해준 : 민호 / 성인 산돌 역
- 이대연 : 수옥 부 역
- 박충선 : 범실 부 역
- 황영희 : 범실 모 역
- 황석정 : 개덕 모 역
- 박정민 : 용수 역
- 김권 : 영일 역
- 김현 : 동네 아줌마 역

### 우정출연
- 이범수 : 용철 / 성인 개덕 역